# アルフレード・カゼッラ
アルフレード・カゼッラ（Alfredo Casella, 1883年7月25日 トリノ - 1947年3月5日 ローマ）は、イタリアの作曲家・ピアニスト・指揮者・音楽指導者。

## 略歴
1896年にパリ音楽院に入学し、ピアノをルイ・ディエメに、作曲をガブリエル・フォーレに師事する。作曲、ピアノ演奏、指揮と全方位に視野を広げて活動した。第一次世界大戦中にイタリアへ帰国し、ローマのサンタ・チェチーリア音楽院にてピアノを指導する。1923年にガブリエーレ・ダヌンツィオやヴェネツィアのジャン・フランチェスコ・マリピエロとともに、近代イタリア音楽を普及させるための音楽団体「イタリア新音楽協会」を結成する。ピアニストとしては独奏のほか、アルベルト・ポルトロニエリらとの室内楽でも活躍した。
第二次世界大戦中にイタリアで国際的な音楽祭が開かれた際、運営委員のひとりとして、（スクリャービンやシマノフスキも含む）同時代のヨーロッパの最先端の曲目がレパートリーから外されないように配慮した。反面、戦争協力者としての一面もあり、音楽劇『誘惑された砂漠』を親交のあったムッソリーニへ献呈している（同作は出版社によって作品リストから抹消され永久欠番化された）。戦後はファシズムへの協力を恥じて、晩年に『平和のための荘厳ミサ曲』を完成させた。

## 功績
20世紀におけるヴィヴァルディ作品の復活は、カゼッラの尽力に負うところが大きい。1938年に、シエーナの貴族グイード・キージ・サラチーニ伯爵の協力でヴィヴァルディの研究機関をキジアーナ音楽院に設立すると、1939年に今度はエズラ・パウンドを巻き込んで、第1回キジアーナ音楽祭としてシエーナ県で「ヴィヴァルディ週間」 (Settimana Vivaldiana) を組織し、カゼッラ自身の指揮によりオペラ『オリンピアーデ』 (L'Olinpiade) 全幕と、『テンペラーのドリッラ』 (Dorilla in Tenpe) から抜粋されたアリア、『グローリア』、『スターバト・マーテル』を含む4曲の宗教曲が蘇演された。これ以降ヴィヴァルディ作品はほとんど世界的に成功を収めるようになる。1947年にヴェネツィアで、実業家のアントニオ・ファンナによって、マリピエロを芸術監督に迎えてアントニオ・ヴィヴァルディ研究所が設立される。ついには古楽器演奏の到来によって再びヴィヴァルディはスターダムにのし上がった。
教師としても傑出しており、カステルヌオーヴォ＝テデスコやゴッフレド・ペトラッシはカゼッラの高弟である。カゼッラ校訂版と題された様々なクラシックのピアノ音楽を編纂しており、指遣いやフレージング、ペダリングなどに個性が見られる。没年まで校訂作業が行われ、未完分は弟子のアゴスティが引き継いでいる。これらの版は現在も販売されている。

## 作風
レスピーギやマリピエロ、イルデブランド・ピツェッティら「80年世代（generazione dell'ottanta）」の作曲家の一員として、それまでのイタリア人作曲家のオペラ偏重を斥け、器楽曲の作曲に集中した。この世代は、プッチーニ亡き後にイタリア楽壇の主役になり、文学界や画壇の新しい運動と連携した。カゼッラの場合はとりわけ美術に熱中して、重要な美術作品を蒐集した。
パリ時代は、同窓生ラヴェルの文芸サークル「アパッシュ」の一員であり、フォーレ以降のフランス近代音楽の影響を受けるとともに、ストラヴィンスキーの『春の祭典』世界初演の大騒動も経験している。また同時代のウィーンの音楽に傾倒して、早くからマーラーやシェーンベルクを支持した（マーラーの『夜の歌』を4手ピアノ用に編曲してもいる）。初期作品は、このため後期ロマン派音楽の作曲様式から表現主義的な無調音楽にいたるまで、さまざまな作曲の可能性を追究している。
だが帰国後は、ストラヴィンスキーの新古典主義音楽への転向に倣って、カゼッラもイタリア新古典主義音楽の旗手となった。レスピーギと違って歌謡性や叙情性を保ってはおらず、マリピエロほどポリフォニックではない。成熟期の作品には、屈折した響きと乾いたユーモア、そしてほの暗い情熱を漂わせた独自な表現をとるに至った。リズミカルな作品にユニークなものが認められる。反面、全音階による平易な旋律も特徴的である。

## アルフレード・カゼッラ国際作曲賞
ダッラピッコラ作曲賞が廃されたのと入れ替わるように開始された。

## 主要作品一覧

### 交響曲
- 交響曲第1番 Op.5
- 交響曲第2番 Op.12
- 交響曲第3番「シンフォニア」 Op.63

### 管弦楽曲
- 狂詩曲イタリア Op.11 (1909年)
- 組曲 ハ長調 Op.13 (1909年-1910年)
- 戦争の記録 Op.25bis (管弦楽版) (作曲1915年、管弦楽化1918年)
- 交響組曲「甕」
- Elagia eroica (英雄的哀歌) Op.29
- ピアノと管弦楽のためのパルティータ Op.42
- ローマ協奏曲（オルガンとオーケストラのための） Op.43 (1926年)
- スカルラッティアーナ Op.44 (1926年)
- ヴァイオリン協奏曲 Op.48 (1928年)
- ヴァイオリン、ピアノとチェロと管弦楽のための三重協奏曲 Op.56 (1933年)
- チェロ協奏曲 Op.58 (1934年-1935年)
- 管弦楽のための協奏曲 Op.61 (1937年)
- パガニニアーナ Op. 65
- ピアノ、ティンパニ、打楽器と弦楽のための協奏曲 Op. 69 (1943年)
- ほかにバレエ音楽 各3

### 室内楽曲
- チェロソナタ ハ短調 Op.8 (1906年-1907年)
- チェロソナタ ハ長調 Op.45 (1927年)
- ピアノ三重奏のためのソナタ Op.62
- ハープソナタ Op.68 (1943年)
- フルートとピアノのための《シチリアーナとブルレスカ》
- 弦楽四重奏のためのセレナータ	
  - Marcia / Minuetto / Notturno / Gavotta / Cavatina / Finale

### ピアノ曲
- パヴァーヌ Op.1
- シャコンヌ主題による変奏曲 Op.3
- トッカータ Op.6
- サラバンド Op.10
- 夜想曲
- 悲しき子守唄 Op.14
- 舟歌 Op.15
- …風に Op.17-1 	
  - ワーグナー風に
  - フォーレ風に
  - ブラームス風に
  - ドビュッシー風に
  - リヒャルト・シュトラウス風に
  - フランク風に
- …風に Op.17-2
  - ダンディ風に
  - ラヴェル風に
- 9つの小品 Op.24 	
  - In Modo Funebre / In Modo Barbaro / In Modo Elegiaco /
  - In Modo Burlesco / In Modo Esotico / In Modo Di Nenia /
  - In Modo Di Minuetto / In Modo Di Tango / In Modo Rustico
- ソナチネ Op.28
- 音詩《A Notte Alta》Op.30
- Deux Contrastes Op.31 	
  - グラツィオーソ（ショパンを讃えて）
  - アンチ・グラツィオーソ
- Inezie Op.32 [Preldio / Serenata / Berceuse / Cocktail's Dance]
- 子どものための11の小品 Op.35 	
  - 1. Preludio /2. Valse Diatonique /3. Canone /4. Bolero /
  - 5. Omaggio A Clementi /6. Siciliana 	/7. Giga /8. Minuetto /
  - 9. Carillon /10. Berceuse /11. Galop Final
- 2つのイタリア民謡 	
  - 1. Ninna-nanna / 2. Canzone A Ballo
- バッハ主題による2つのリチェルカーレ
  - 1. Funebre / 2. Ostinato
- シンフォニア、アリオーソとトッカータ
- リチェルカーレ
- Studio Selle Terze Maggiori
- 6つの練習曲 Op.70 	
  - 1. Sulle Terze Maggiori / 2. Sulle Settime Maggiori e Minori /
  - 3. Di Legato Sulle Quarte / 4. Sulle Note Ribattute /
  - 5. Sulle Quinte 	/ 6. Perpettum Mobile (toccata) /

### その他
- オペラ3作
- 声楽曲
- バラキレフのピアノ曲『イスラメイ』の管弦楽編曲

## 著書
- Il Pianoforte[8]